# Jairzinho
Jairzinho teljes nevén Jair Ventura Filho (Rio de Janeiro, 1944. december 25. –) afrikai származású világbajnok brazil labdarúgó-középpályás, edző.